# سوزان أديسون
سوزان أديسون (بالإنجليزية: Susan Addison)‏ هي معلمة موسيقى بريطانية، ولدت في 1955.

## وصلات خارجية
- سوزان أديسون على موقع ميوزك برينز (الإنجليزية)
- سوزان أديسون على موقع أول ميوزيك (الإنجليزية)
- سوزان أديسون على موقع ديسكوغز (الإنجليزية)